# Хуан Цюює
Хуан Цюює (кит.: 黃秋月; нар. 19 вересня 1975) — тайваньська борчиня вільного стилю, дворазова срібна призерка чемпіонатів Азії.

## Життєпис
Боротьбою почала займатися з 1991 року.
Тренери — Тунг, Куо Шин.

## Спортивні результати на міжнародних змаганнях

### Виступи на Чемпіонатах світу
| Змагання                        | Збірна            | Вагова категорія          | Місце |
| ------------------------------- | ----------------- | ------------------------- | ----- |
| Чемпіонат світу з боротьби 1992 | Китайський Тайбей | жіноча боротьба, до 50 кг | 6     |
| Чемпіонат світу з боротьби 1993 | Китайський Тайбей | жіноча боротьба, до 50 кг | 8     |
| Чемпіонат світу з боротьби 1996 | Китайський Тайбей | жіноча боротьба, до 50 кг | 10    |
| Чемпіонат світу з боротьби 1997 | Китайський Тайбей | жіноча боротьба, до 51 кг | 9     |

### Виступи на Чемпіонатах Азії
| Змагання                       | Збірна            | Вагова категорія          | Місце  |
| ------------------------------ | ----------------- | ------------------------- | ------ |
| Чемпіонат Азії з боротьби 1996 | Китайський Тайбей | жіноча боротьба, до 53 кг | Срібло |
| Чемпіонат Азії з боротьби 1997 | Китайський Тайбей | жіноча боротьба, до 51 кг | Срібло |